# Argenton-l'Église
Argenton-l'Église foi uma comuna francesa na região administrativa da Nova Aquitânia, no departamento de Deux-Sèvres. Estendia-se por uma área de 25,86 km². Em 2010 a comuna tinha 2 673 habitantes (densidade: 103,4 hab./km²). INSEE]], com uma densidade de 61 hab/km².
Em 1 de janeiro de 2019, passou a formar parte da nova comuna de Loretz-d'Argenton.